# 新潟市北区郷土博物館

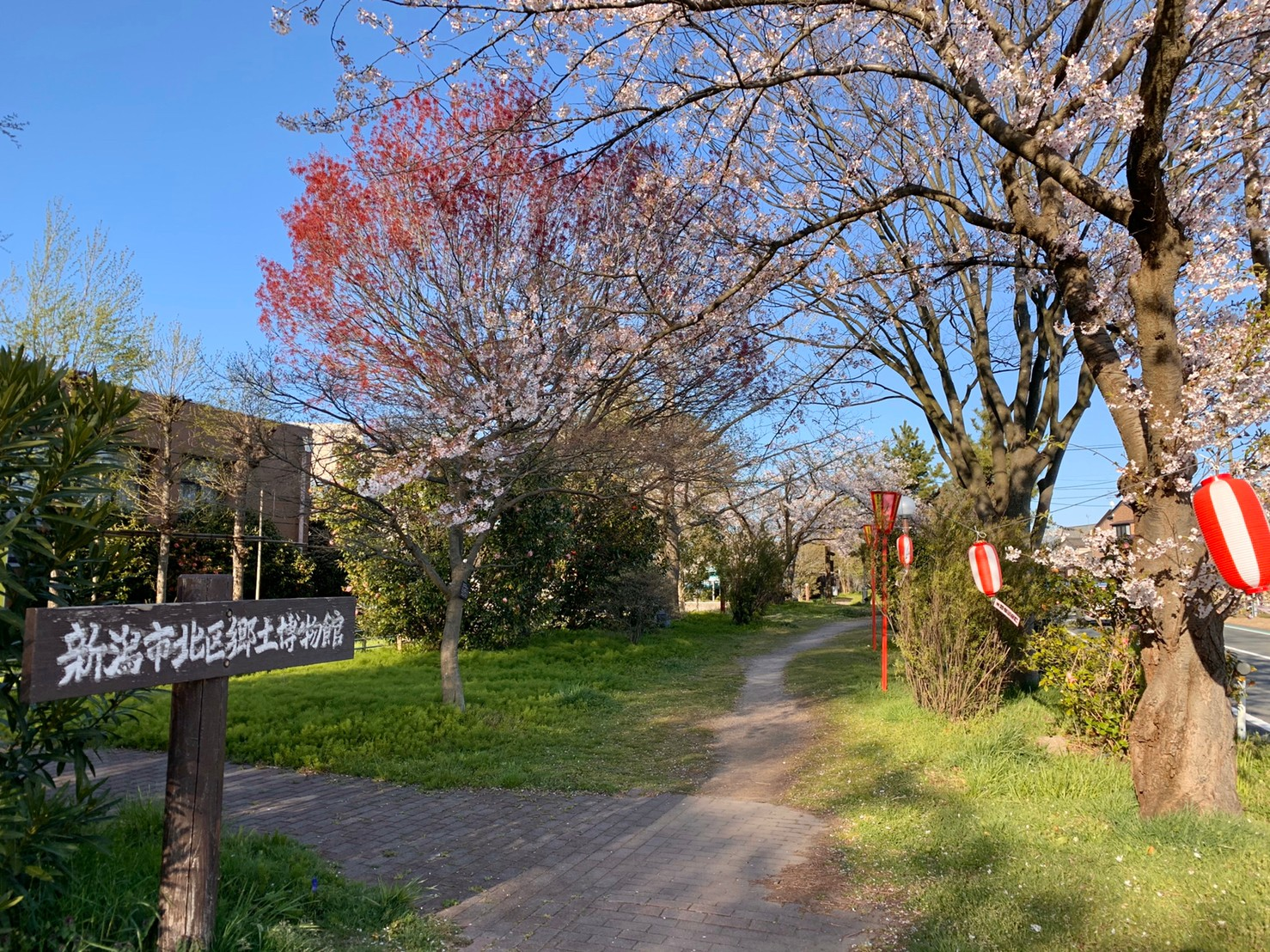
博物館脇の葛塚東部緑道・銅屋川跡さくら通り（2020年4月）

新潟市北区郷土博物館（にいがたしきたくきょうどはくぶつかん）は、1968年に開館した新潟県新潟市北区嘉山3452番地にある市立の登録博物館。

## 沿革
- 1968年11月3日　町役場の分館（初代葛塚小校舎[1]）を利用して豊栄町博物館として開館[2][3]。
- 1970年11月1日　市制施行に伴い、豊栄市博物館に改称[2]。
- 1981年3月28日　現在地に新築移転。常設展示内容は「福島潟と人々のくらし」[2]。
- 1997年         常設展示内容をビュー福島潟に引き渡し、常設展示内容変更のため一時閉館。
- 1998年7月2日　リニューアルオープンをし、常設展示テーマが「－書聖－弦巻松蔭の世界」となった[2][4]。
- 2004年4月13日　2001年度に閉校した横井小学校の木造校舎を利用して、横井の丘ふるさと資料館開館[2][5]。
- 2005年3月21日　豊栄市が新潟市に編入合併され、新潟市豊栄博物館に改称[2]。
- 2011年4月1日　新潟市北区郷土博物館に改称[2]。
- 2015年5月2日　再リニューアルオープンをし、常設展示が現在の内容となった[6]。

## 施設概要
- 建物は鉄筋コンクリート造平屋建。館内には常設展示室（347平方メートル）、展示ホール（154平方メートル）、特別展示室兼集会室（95平方メートル）、収蔵室（230平方メートル）、図書室兼研究室（71平方メートル）、事務室（27平方メートル）などがある。
- 「阿賀北の大地と人々のくらし」をテーマに、地域のおいたちや歴史、文化などを常設展示している。
- また、新潟市北区出身の書家で国際芸術文化賞を受賞した弦巻松蔭の作品についても引き続き常設展示している。その他、所蔵する文化財の紹介など、年数回の企画展示を実施。
- 分館として横井の丘ふるさと資料館（新潟市北区横井257番地1）があり、木崎村小作争議の資料や考古・民俗資料を展示しているが、2020年現在では耐震性の問題から一般公開は見合わせている。
- 区内各地の文化財等に説明版を設置する事業も行われている[7][8]。

## 営業内容
- 開館時間：9時00分～17時00分（入館は16時30分まで）
- 入館料：無料
- 休館日：毎週月曜日、祝日の翌日、年末年始（12月28日～1月3日）